# Baeoura armata
Baeoura armata är en tvåvingeart som beskrevs av Mendl 1985. Baeoura armata ingår i släktet Baeoura och familjen småharkrankar. Inga underarter finns listade i Catalogue of Life.